# A holtak nem vetnek árnyékot
A holtak nem vetnek árnyékot Zsoldos Péter 1983-ban írt, a Gondolat Könyvkiadó gondozásában megjelent sci-fi regénye.

## Történet
|  | Alább a cselekmény részletei következnek! |

### Tartalom

#### Az ötödik út
Herb Spaak, az Ultima Thule állomás parancsnoka elmeséli a hozzá nemrég érkezett vendégének, a híres írónak, hogy mi is történt vele 13 évvel ezelőtt. Ekkor még Spaak a Galaktikus Szolgálat Kutatási Osztályán dolgozott, ahol összekötő-kiértékelőként March Faith pilótával vakmerő felfedező űrutakon vettek részt. Már négy alkalommal kitűnő eredményeket értek el együtt, ötödik útjukként a Wagner-Hoyle-objektum (egy sötét felhő) kutatása következik.

#### A kikapcsolódás
Előtte egy kis kikapcsolódásra utaznak: March Havannába, Herb pedig Olaszországba, a Comói-tó partján megbújó kisvárosba, Bellaggioba. Spaak megismerkedik egy gyönyörű - szőke, kék szemű - lánnyal, Carollal, akibe első látásra szerelmes lesz. Együtt napozik vele az elhagyatott strandon, fürdik a jéghideg gleccsertóban, kirándul a restaurátornővel a környék erdőiben. Már-már vallomásra készül, amikor egy szerencsétlen baleset történik vele, egy tüskés ágba lép. A lábsebe elfertőződik, a helyi orvos tanácsára kapcsolatba lép a Szolgálattal.

#### Gyógyulás és felkészülés
Az akciócsoport tagjai a cég saját kórházába szállítja Herbet, aki 10 nap múlva gyógyultan visszalátogat Észak-Olaszországba. Ekkor azonban a tó melletti strandon Carol mellett találja Marchot, aki feleségül akarja venni a lányt. Marchék hamarosan elutaznak, Herb viszont még a fürdővárosban maradt két hónapig. Ősszel apjához látogat, majd a Kutatási Osztályon jelentkezik, hogy 9 tagú munkacsapatával felkészüljenek a nehéznek ígérkező feladatra. Carol közben már March felesége lett. Az alapos kiképzés a Denevér-szonda sikeres próbaútjaival ér véget, Faith pilóta kitűnőre vizsgázott.

#### A Wagner-Hoyle-objektum
A Szémélé-2 űrhajó startja Philippe Lasalle parancsnok irányításával a Grimaldi-bázisról és a Wagner-Hoyle-objektum megközelítése rendben megtörtént. Az első három hétben szondákkal vizsgálták a felhőt, majd March Faith a Denevérrel behatolt az objektumba. Egyik jelentésében az űrhajós arról számolt be, hogy furcsa villanásokat észlelt a felhőben. Pár óra múlva March már őrjöngött, ezért válságstábot hívtak össze, akik közül az űrhajó orvosa retinaleválást (abalatio retinae) vélt felfedezni a tünetek alapján. A team azt sugallta Herbnek, hogy az űrhajóst azonnal vissza kell hívnia. A kiértékelő nyomban kiadja a parancsot a visszatérésre, de a felderítő nem teljesíti az utasítást. Nem törődik azzal, hogy megvakulhat a sötét felhő - eddig feltáratlan - kisugárzásától, folytatja a behatolást a Wagner-Hoyle-objektumba.

#### March makacssága
Az űrhajó még 24 napig tudja vele tartani a kapcsolatot. Ahogy a felderítő egyre beljebb hatol a felhőbe, egyre sűrűbb porréteggel találkozik. A Denevér elhárító rendszere ettől megvédi a szondát, de a védőháló az egyre nagyobb méretű és mennyiségű szikladarabbal már nem tud megbirkózni. Kitérésekre kényszerül, sőt az objektum egy részében egy idő múlva furcsa anomáliákat fedez fel March szemeként is funkcionáló Maggie robot: a sűrűbb felületnek görbülete volt. Herb újra a visszatérést javasolja, Carolra hivatkozva könyörög barátjának, de March makacsul ragaszkodik eredeti elképzeléséhez, nem fordul vissza.

#### Várakozás és közlemény
Az egyre rosszabb minőségű rádió-összeköttetés megszakadása után még öt napig várták Herbék, hogy újra kapcsolatba kerülhessenek a felderítő űrhajóssal. Ez nem történt meg, a hatodik napon a Szémélé-2. parancsnoka közli az összekötővel, hogy pár hét múlva a közelükbe kerül az Akté űrhajó, és visszaviszi a Kutatási Osztály munkatársait a Földre. A Szémélé-2 további két évig a W-H-objektum közelében marad, és szondákkal végrehajtja a Tervezési Tanács által kidolgoztatott "B" variánssal a titokzatos felhő vizsgálatát.

#### Visszaút és vizsgálat
Herb és hét munkatársa az Aktén, az űrhajó személyzetétől teljesen elszeparálva, napi orvosi felügyelet mellett tért vissza a Hold-bázisra. Itt azonnal az Operatív Csoport tisztjei fogadták őket, és megkezdődött a tragédia eseménysorának vizsgálata. Az elemzések, tanúvallomások, hang- és képfelvételek alapos elemzése után döntötték el a bizottság tagjai, hogy a W-H-objektum felderítésének "A" variánsának végrehajtásában ténykedő tudósok köréből kinek milyen sorsot szánnak a továbbiakban. Volt, akit azonnali hatállyal a Földre helyeztek, de akadt olyan is, aki maradhatott továbbra is a Kutatási Osztályon. Herb M. M. csoportjában dolgozhatott volna, de előtte egy parancs végrehajtását bízták rá: űrhajóstársa, March Faith özvegyével, Carollal kell közölnie, hogy a férje tragikus körülmények között meghalt.

#### Váratlan egymásra találás
Herb már több napja a Földön tartózkodott, de nem tudta rávenni arra magát, hogy felkeresse Carolt. Egy téli, fagyos vidéken, egy faházban húzta meg magát, és várt, egyre csak várt. Többször a kezébe vette a videóüzenőjét, de egyszer sem merte felhívni barátja özvegyét. Egy este éppen felidézte magában a Comoi-tó partján történteket, s szerelmesen gondolt a gyönyörű Carolra, amikor az asszony váratlanul dörömbölt a faház ajtaján. A nő valahonnan megtudta, hogy Herb a Földre érkezett, s a férjét kérte rajta számon. A férfi a kérdésözönre csak hebegni-habogni tudott, s Carol ebből rájött, hogy a férjével valami iszonyú dolog történhetett. A síró asszony vigasztalása közben más is történt a faházban: Herb és Carol egymásra találtak, szeretkeztek, reggel egymás mellett ébredtek - meztelenül. Spaak értesítette a feletteseit arról, hogy teljesítette a rábízottakat, és 3 hét szabadságot kért. Négy hét pihenőt engedélyeztek a számára.

#### Rejtőzködés
Bene vixit, qui bene latuit: Jól élt, aki jól rejtőzött. Herb úgy gondolta, hogy emberileg lehetetlen, hogy űrhajóstársa özvegyét ő valamikor is feleségül vehesse. Épp ezért azonnal a rejtőzködésre gondolt, hogy a nővel folytatott viszonyáról senki sem tudhat meg semmit. Hónapok teltek el March elvesztése óta, a felesége Az Emberiség Hősének Özvegyévé vált. Herb és Carol szerelme egyre jobban elmélyült, olyan boldogok voltak, mint még sohasem. Az asszony restaurátori munkájának következtében rengeteget utazgattak, bebarangolták a képzőművészet szépségeit bemutató városokat; múzeumokat, templomokat fedeztek fel együtt. Herbre a csodálatos tájakon kívül Hieronymus Bosch festményei voltak a legnagyobb hatással, úgy vélte, hogy a Földön Kívüli Civilizációk Kérdéseivel Foglalkozó Intézet is vizsgálhatná ezeket az ősi műveket. A Bosch által megálmodott lényeket még az (űrhajósok) Akadémiáján is tanítani kellene. Közben Mihail Mihlin (M. M.) előrébb lépett a ranglétrán, s ezért a Kutatási Osztály élére Herb Spaak került. A férfi boldogságának és sikereinek csúcsán egyszer csak üzenet érkezett, a Szémélé-2 űrhajó hírt adott arról, hogy a Denevér szonda kijött a felhőből.

#### Szakítás és magány
A hír hallatán a két szerelmes szakított egymással, Carol hallani sem akart többé Herbről. Bár March Faith csak hónapok múlva érkezik haza a Holdra, majd a Földre, a Kutatási Osztály, mint egy feldúlt darázsraj, vizsgálja a lehetséges variációkat, hogyan történhetett meg mindez, miért nem számoltak a szonda visszatérésével. Hogyan maradhatott életben az űrhajós a felhő egyre sűrűsödő belsejében? Herb számára magányos hónapok következtek. Először megpróbálta visszaszerezni Carolt, de a nő nem állt vele szóba. A férfi többször megleste a kedvesét, de aztán felhagyott a hiába való kísérletezéssel. Inkább belevetette magát a munkába, szó szerint ott lakott a Szolgálatnál. A vendégszobából csak akkor mozdult ki, ha az elkerülhetetlen volt.
Másfél év telt el ebben a remeteéletben, ekkor Spaak a csoportvezetőknek kijáró nagyméretű lakást kapott. Ennek a berendezésekor a dekoratőr által javasolt kandalló újra Carolt juttatta eszébe. Hirtelen kitörésének az erőszakoskodó dekoratőr nyaka látta a kárát, a fogadószobája fala egyelőre üres maradt. Hirtelen ötlettől vezérelve Bellaggioba látogatott, itt hologramfelvételeket készített a tó partjáról, ezek kerültek a csupasz falra.

#### March visszatér és visszavág
March Faith ünnepélyes keretek között visszaérkezett a Földre, de a fogadóbizottságba sem Herb, sem Carol nem kapott meghívást. Az Emberiség Hősét - aki közben elvált a feleségétől, és a Kutatási Osztályra sem akart visszatérni - egy rehabilitációs intézetben ápolták Türingiában. M. M hozta a hírt Herbnek, hogy March találkozni szeretne vele. Az intézetben kerül sor a beszélgetésükre, s a világtalan férfi a távolságtartó társalgás közben elárulja a barátjának, hogy bár az utolsó űrutazása során vak lett, de ő vált a világ legerősebb emberévé. March maga akarja - Maggie robotja segítségével - kivezetni barátját az intézet bonyolult - magas sövényekkel, természetes és mesterséges akadályokkal bőven ellátott - labirintusából.

#### Amnézia és reménytelen küzdelmek
Herb koponyasérülést szenvedett, kórházban ébredt fel, retrográd amnéziában (visszafelé ható emlékezet-kiesésben) szenved. Többször is elájult, miközben az orvosok arról faggatták, hogy mi történhetett vele a labirintusban. Ügyetlen, kétbalkezes fickónak állította be önmagát, s elmondta, hogy egy lépcsőn lecsúszott, s így verhette be a fejét. Nem Marchot - vagy a robotot - hibáztatta a balesetért, hanem csakis saját magát. A vizsgálatot csendben lezárták, így Spaak a gyógyulása után újra keresni kezdte Carolt, aki valószínűleg új életet kezdett: új névvel, lakcímmel, munkahellyel, talán még a foglalkozását is megváltoztatta. A férfi semmilyen nyomra sem akadt, pedig még a Központi Nyilvántartóban és a Föld nagy múzeumaiban is nyomozott (nyomoztatott) a szerelme után. Az Operatív Csoport figyelmét is magára vonta a kitartó keresés, szerencsére Corinna kezébe került az OCS elemzőjének jelentése. A lány azonnal felkereste Herbet, s figyelmeztette, hogy az Operatív Csoport nem szereti, ha az érdekszférájába tartozó ügyekben bárki is magánnyomozásba kezd. Herb összejött a lánnyal, de Corinna sokáig reménytelenül küzdött a férfi szerelméért, az nem tudta elfelejteni Carolt.

#### Az ismeretlen lány
Egyik este egy magas, karcsú - vadidegen - lány csengetett be Herbhez. Hosszú, fekete haja a derekáig ért. Ahogy a nő belépett, és meglátta a férfi fogadószobájának falán villódzó holorámát, nem tudta levenni róla a szemét. Herb lassacskán rádöbbent, az ismeretlen, csontos nő: Carol, aki ugyan 10-12 kilót lefogyott, fekete kontaktlencsét hordott, még a hangja is megváltozott, de a könnycseppek elárulták, hogy valójában ki is ő. Doris (már nem Carol) aki művészettörténészként dolgozik, elmesélte, hogy az elmúlt fél évet az egyik plasztikai klinikán töltötte. Azt tervezi, hogy visszamegy Marchhoz, áldozatot akar érte hozni, boldoggá akarja tenni. Nem akarja, hogy az ismerősök, a volt kollégák felismerjék. Azért jött el Herbhez, hogy a férfi ne keresse tovább "Carolt", ne szenvedjen miatta. Spaak két pohár alkohol elfogyasztásával jelezte, hogy ezt az információbombát - józanul - nem lehet kibírni, közben Corinnát hívta, de a lány éppen a Holdon dolgozott, s a főnöke nem engedte, hogy hazautazzon.

#### A két jó barát
March Faith - rövid ismerkedés után - újra nősült, egykorvolt összekötő társa szűkszavúan gratulált neki. Három hét múlva Doris kétségbeesetten hívta videón Herbet, aki helikoptert és pilótát kért a Szolgálattól, hogy minél hamarabb Marchéknál legyen. 30 perc múlva már ott is voltak, de az Emberiség Hőse lakásának teraszát már elfoglalta az Operatív Csoport gépe. Spaak légi járműve egy közeli teniszpályán szállt le, a férfi sietett, hogy megtudja, mi is történhetett. A ház előtt egy utcaseprőrobot, dolgozott, a Herb lélekszakadva rohant a 20. emeletre, ahol az OCS tisztje közölte vele, hogy March Faith felesége öngyilkos lett, leugrott a teraszról. A nyomozást - mivel egyértelműnek látták az esetet - egy rövid tanúkihallgatást követően gyorsan lezárták az Operatív Csoport tagjai, akik hamarosan el is távoztak a helyszínről. Az őszintének, fegyelmezettnek és közömbösnek látszó March megkérte a legjobb barátját, hogy maradjon még egy kis időt vele. Elmondta Herbnek, hogy valójában hogyan ölte meg a feleségét, ledobta az asszonyt a teraszról. Pár nap alatt felismerte Dorisban Carolt, de még nagyobb baj volt az, amit Carol/Doris felismert benne. A nő pár hét alatt rájött, hogy a férje már nem ember. A felhőben átpreparálták a végtelen értelem és végtelen energiával rendelkező entitások. Már hozzájuk tartozik, kémként tért vissza a Földre. Ezért foglalkozik mostanában - többek között - földrajzzal, geológiával és szociológiával: ez komplex program egy felderítőnek. A lény elárulta a "barátnak", hogy tud olvasni az emberek gondolataiban, sőt uralni is tudja a cselekedeteiket. Herb rárohant a gyilkosra, de az vakon is legyűrte a támadóját. Közölte vele, hogy már a labirintusban meg akarta ölni, de most már ezt nem teszi, mert csak kettőjüknek: Carolnak és Herbnek hittek volna vele kapcsolatban a Szolgálatnál.

#### A végkifejlet
Herb azonnal Mihlin lakására ment, s mindent elmondott (rögzítőre) arról, amit a gyászos esetről tudott. A negyvenperces monológ után bár M. M. hitt neki, de közölte, hogy mivel Spaak semmit sem tud bizonyítani: szavak állhatnak szemben szavakkal. Az Emberiség Hőse - aki ráadásul egy szerencsétlen vak férfi - ravasz stratégiát követő bosszúálló feleséggyilkos, vagy földönkívüli idegenek által átprogramozott szörny? Ezeket senki sem hinné el.
A Szolgálat főnöke rábeszéli Herbet, hogy töltsön ki egy pályázati kérelmet az Ultima Thule parancsnoki állására. Miután Spaak kitölti a kérelmet, az Operatív Csoport tagjai veszik szárnyaik alá a férfit, aki hat testőrének kíséretében azonnal elutazik az állomáshelyére, a távoli, magányos űrállomásra. Az űrutazás alatt megkapja a smaragd omega helyett a rubintokból kirakott parancsnoki alfa rangjelzést.
Befejezésül - keretbe zárva a történetet - Herb Spaak, az Ultima Thule állomás parancsnoka egy apró kéréssel fordul a hozzá nemrég érkezett vendéghez, a híres íróhoz.

### Fejezetek
- 1. Herb Spaak üdvözli a jó nevű írót
- 2. Az űrhajós-kiértékelő párok
- 3. A Wagner-Hoyle objektum eddigi kutatása
- 4. Pihenés a nagy út előtt - Irány Olaszország!
- 5. Találkozás Carollal
- 6. Együtt napozás a strandon, úszás a tóban
- 7. Egy tüskés gally galibát okoz
- 8. Caroll March felesége lett
- 9. A kutató munkacsapat és a Szémélé-2 űrhajó legénysége
- 10. A Denevér a felhőbe hatol
- 11. March nem teljesíti Herb parancsát
- 12. A "B" variáns
- 13. A vizsgálat végeredménye
- 14. Vendég a faházban
- 15. Bene vixit, qui bene latuit
- 16. A szakítás
- 17. Magányos hónapok
- 18. Találkozás Marchcsal Türingiában
- 19. Retrográd amnézia
- 20. Corinna reménytelen küzdelme
- 21. Az átváltozás
- 22. A kétségbeesett hívás
- 23. Pályázat
- 24. Apró kiegészítés

|  | Itt a vége a cselekmény részletezésének! |

## Vélemények a regényről
| Kritika(részlet) 1. | Kritika(részlet) 1. |
| --- | ------------------- |
| "Ritka kertben találsz, télben kinyílt virágot…" - mondja a népdal és Zsoldos Péter új regényének hőse, Herb Spaak pont ezért boldog, mert megtalálta ezt a virágot. De mint minden igaz és nagy dolog, úgy ez sem egyszerű, mert csak az egyszerű lelkek várnak a boldog beteljesülésre. Az életben minden sokkal bonyolultabb és az író az életet tükrözi vissza, még akkor is, ha regénye fantasztikus regény. Sok mindent lehet mondani erre a műre, csak azt nem, hogy egysíkú. Mert a szerelmi szál, csak egy a sok közül. Ám van, akit csak ez az egyetlen szál kötöz magához és egyéb dolgokat már nem is lát, vagy nem akar meglátni.[...] A "télben kinyílt virág" nem csak Carol/Doris, hanem - a regény másik fő motívuma -, a művészet is, ami legalább annyira lenyűgözi a főszereplőt, mint a női szépség és szeretet-szerelem. Ugyanis az embert a művészet, mint cselekvés, és mint befogadás teszi emberré. Hiszen legyen bármilyen intelligens is egy állat, nem tud egyetlen művészi alkotást sem létrehozni. Erre csak a "metaforáló agy" képes. Tehát ez az emberi szellem telében ki nyílt virág. Mert a tudomány megmérheti a világot és értelmezheti is, de csak a művészet teszi érthetővé és átélhetővé. Mélyebbre tud nyúlni a valóságban, mint bármilyen bonyolultságú kutatószonda. [..] A regény keretes szerkezete indokolt. Ez segíti az olvasót abban, hogy minden mozzanatot meg tudjon érteni, hisz hősünk mindig csak annyit mond el, amennyit egy kortársának mondana, és nem kacsingat ki a régi idők olvasóira, nem beszél nekik külön. No, kikacsintás azért persze van a könyvben, de ezeket a kacsintásokat a rossz fantasztikus szerzők kapják, nekik mondogat oda az író, mosolyogva figyelmeztetve őket az unalomig ismert közhelyekre. Meg arra is, hogy az írás legfeljebb harmadsorban mesterség, legelsősorban azonban művészet, a lélek megnyilatkozása. Vásárhelyi Lajos: A holtak nem vetnek árnyékot - Zsoldos Péter |                     |

| Kritika 2. | Kritika 2. |
| --- | ---------- |
| A holtak nem vetnek árnyékot nem SF, de még csak nem is fantasztikus regény, hanem háromszáz oldalnyi agonizálás korabeli űrhajós díszletek között, melyen a krimi hangulatú végkifejlet sem lökött sokat az olvashatóság felé. Hónapokig próbálkoztam vele, majd végül egy eső áztatta nyaralás alatt sikerült végigrágni, kizárólag azért, hogy e poszt kedvéért végre végezzek a Zsoldosi életművel. Igazából nem értettem meg, hogy pontosan mit akart mondani, vagy elérni, illetve egyáltalán miért pazarolta a saját és az olvasó idejét ezzel a könyvvel. A máskor jól vagy valahogy működő Zsoldosi stílusjegyek: a folytonos bocsánat kérései a több oldalnyi valóban felesleges és unalmas magyarázkodások, filozófiai fejtegetések és melléktörténetek miatt, a húsz oldalankénti elnézésért esedezése, hogy ő csak egy amatőr író, ekkora terjedelemben már az őrületbe kergettek. A regény életműbéli kakukktojás voltát a ZSEB elmaradása is jelzi, hacsak nem tekintjük annak a kommersz csattanót hordozó, folytatásért könyörgő utolsó bekezdést. Érdekes, hogy a klasszikus regényírói eszközöket itt próbálta meg legtudatosabban alkalmazni a szerző, sajnos a legkevesebb sikerrel, és elgondolkodtató, hogy ha a zsoldosizmusokat lekaparjuk a műről, egy egész jó, izgalmas, ötven oldalas kisregényt kapunk, ami egy kevésbé diagnosztizált keresztmetszetét sejteti a patologizált életműnek.Moszat blogja |            |

## Rádióváltozat

### Szereplők
- Bács Ferenc - Herb Spaak
- Sinkó László - March Faith
- Bánsági Ildikó - Carol, March felesége
- Avar István - M. M. (Mihail Mihlin), a Szolgálat csoportvezetője
- Lőte Attila- Gobby
- Dunai Tamás - Tassis, matematikus
- Tahi Tóth László - Kroll, az űrhajósok orvosa
- Tomanek Nándor - Perenda, a Szolgálat vezetője
- Tyll Attila - Gimiko professzor

### Munkatársak
- Bozó László - rádióra alkalmazta és rendezte
- Szigeti István - zenéjét összeállította és részben szerezte
- László György - dramaturg
- Lékai Mónika - segédrendező
- Ószer Imre - segédrendező
- Gajdos Ferenc - hangmérnök
- Dankó Orsolya - hangmérnök